# DKW F102
Met de DKW F102 introduceerde Auto Union in augustus 1963 het laatste automodel onder de merknaam DKW. Het was ook de laatste nieuw ontwikkelde West-Duitse productieauto met een tweetaktmotor en de basis voor de latere Audi F103.

## Geschiedenis
Vanaf maart 1964 was de F102 in eerste instantie verkrijgbaar als tweedeurs sedan en vanaf januari 1965 ook als vierdeurs sedan. Terwijl de constructie van zijn voorganger, de Auto Union 1000, in wezen uit de late jaren dertig kwam, was de F102 een geheel nieuw ontworpen auto. De zelfdragende carrosserie had, in overeenstemming met de smaak van die tijd, grote glazen oppervlakken en weinig chroom.
De F102 heeft vooraan torsievering met dubbele draagarmen. De starre achteras hangt aan in lengterichting gemonteerde draagarmen die worden geveerd door een dwarse torsiestaaf. Bij ongelijke doorbuiging draait het aslichaam en fungeert zo als stabilisatorstang. Voor de zijgeleiding wordt een panhardstang gebruikt. Omdat de assen veel ruimte innemen, bevindt de benzinetank zich daarachter in de vloer van de kofferbak, waar achter de rugleuning ook het reservewiel is geplaatst.

### Laatste DKW met tweetaktmotor
Net als zijn voorgangers was de F102 uitgerust met een driecilinder tweetakt lijnmotor. De mengsmering werd gegenereerd door een nieuwe, samen met Bosch ontwikkelde mengsmeerautomaat die automatisch de tweetaktolie in de benzine mengde vanuit een afzonderlijke olietank in de motorruimte. Dit moest het tanken vereenvoudigen en het olieverbruik verminderen, de bestuurder kon pure benzine tanken zonder zelf handmatig olie te moeten toevoegen. Desondanks werd de tweetaktmotor in de jaren zestig door veel klanten niet meer als actueel beschouwd, zodat de F102 niet de verwachte verkoopcijfers bereikte en de Auto Union in ernstige economische moeilijkheden bracht.
Om het benzineverbruik, dat bij dagelijks gebruik vrij hoog was, te verminderen, nam DKW al na enkele maanden productie een eenvoudige en succesvolle maatregel. Het gaspedaal kreeg halverwege een aanzienlijk verhoogde weerstand (drukpunt) om de bestuurder een beter gevoel te geven van het vermogen dat hij van de motor vroeg.
De mengsmeerautomaat veroorzaakte problemen. Na koude winternachten was de olie in het reservoir zo dik dat de smering van de motor niet was gewaarborgd en dit was ook het geval wanneer de motor lange tijd (bergafwaarts) werd "geduwd", zodat veel motoren beschadigden door zuigervreten of een vastloper. De volledig synthetische oliesoorten met een hoge viscositeitsindex die tegenwoordig  beschikbaar zijn, hadden de problemen in de kou mogelijk kunnen voorkomen maar dergelijke motoroliën waren nog niet beschikbaar in de jaren zestig. Garanties en coulanceregelingen hadden een negatieve invloed op de balans en het vertrouwen van de klant. Bovendien had de driecilinder met een cilinderinhoud van 400 cc per cilinder het einde van zijn ontwikkelingspotentieel bereikt. Het tijdperk van tweetaktmotoren in de West-Duitse automobielbouw eindigde met de F102. Alleen in de DKW Munga terreinauto bestond de tweetaktmotor nog tot december 1968.
In maart 1966 waren 52.753 F102's geproduceerd, waarvan er slechts ongeveer 25.000 konden worden verkocht. De F102 werd onder leiding van Daimler-Benz voorzien van een viercilinder viertaktmotor en herziene voor- en achterzijde, en werd alsnog succesvol als Audi F103. Met het einde van de productie van de DKW F102, die officieel werd verkocht als Auto Union, verdween het merk DKW van de automarkt. De F103 werd gebruikt om het Audi-merk te doen herleven dat al voor de Tweede Wereldoorlog bestond in de toenmalige Auto Union.

### Müller-Andernach-motor
De ingenieur Hans Müller in Andernach (1902-1968) ontwikkelde in het begin van de jaren zestig een zescilinder tweetakt V-motor, die volgens zijn eigen beschrijving werkte als twee driecilindermotoren op een gemeenschappelijke krukas. Aanvankelijk was deze gepland als bootmotor met verschillende cilinderinhouden tot 1,6 liter. Als automotor had hij een cilinderinhoud van 1288 cm³ met een boring van 62,5 mm en een slag van 70 mm. Het vermogen werd gespecificeerd als 80 pk (59 kW) bij 3800 toeren per minuut het maximale koppel was 15,4 mkp of 150 Nm.
Voor testritten met de bij Heinkel gebouwde zescilindermotor werd de F102 omgezet op radiaalbanden in de maat 165-14, het verbruik was 9,5 liter gewone benzine per 100 kilometer tegenover 11 liter/100 km voor de driecilinder. De motor werd echter niet in de serieproductie genomen. Het was de bedoeling dat de in 1966 opgerichte Bayreuther Motoren-Gesellschaft (BMG) deze onafhankelijk van Auto Union zou bouwen als vervanging van de driecilindermotor, wat echter oneconomisch bleek te zijn. Er zijn slechts enkele demonstratieauto's gebouwd.
Met 83 kg was de V6-motor nauwelijks zwaarder dan de standaardmotor. Het extra vermogen van ongeveer 20 pk vergeleken met de driecilindermotor was nauwelijks merkbaar in de topsnelheid, echter wel in het verbruik. In totaal werden ongeveer 100 motoren gebouwd, die na de overname van DKW in enkele gevallen ook in de DKW F12 werden gemonteerd of als bootmotoren werden gebruikt.

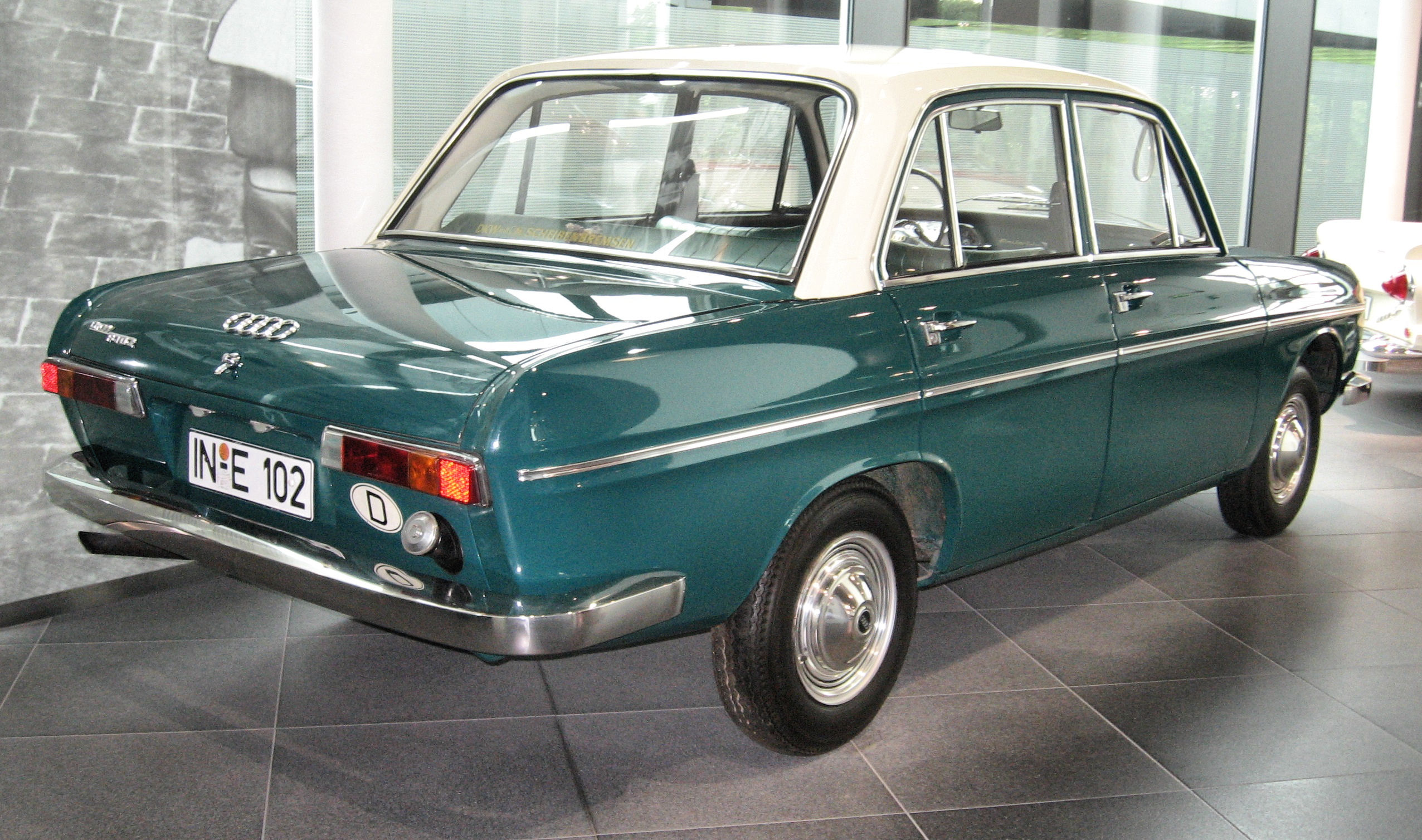
DKW F102, achterzijde
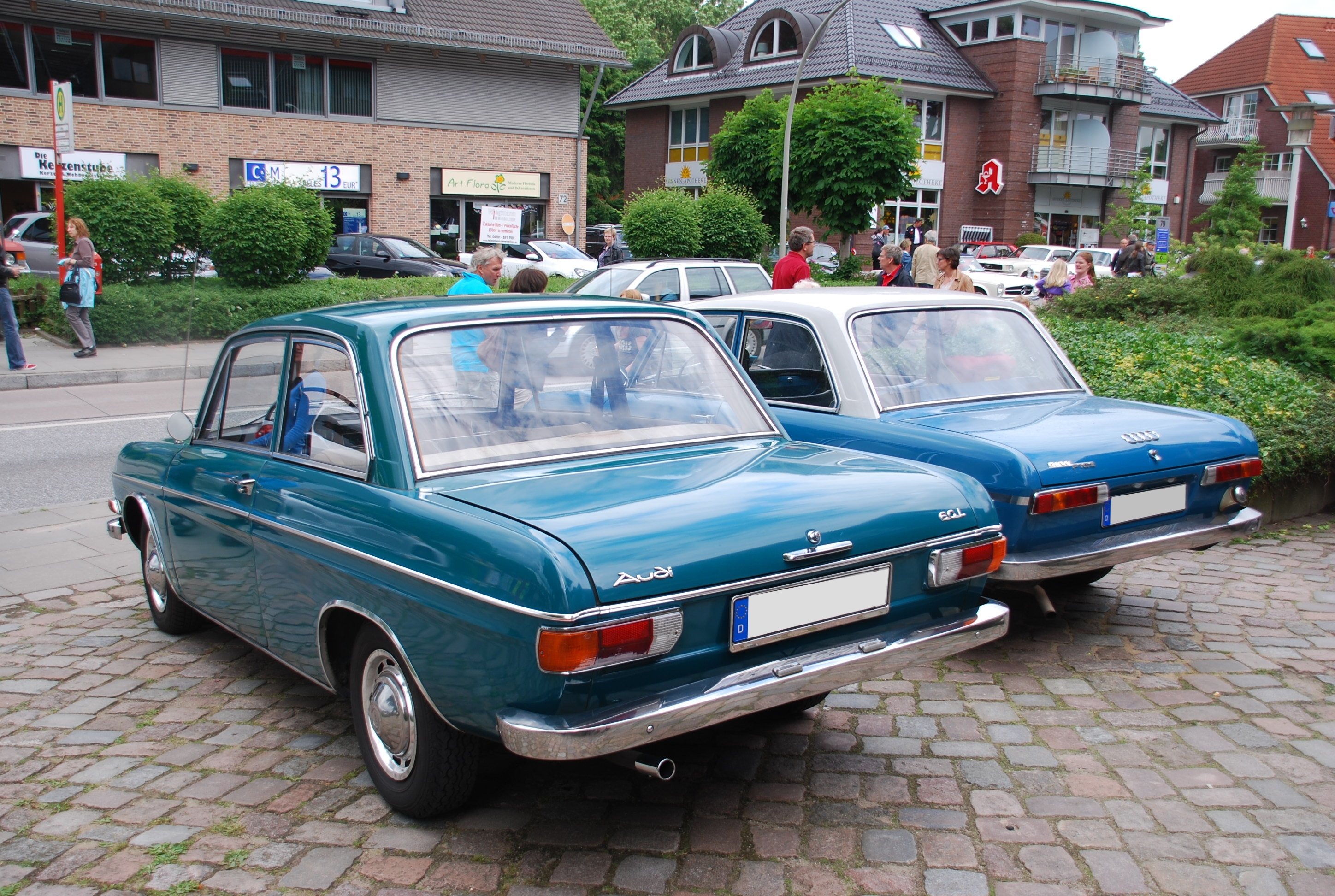
DKW F102 (rechts) en zijn opvolger Audi F103 (bouwjaar vanaf 1969, grote achterlichten)
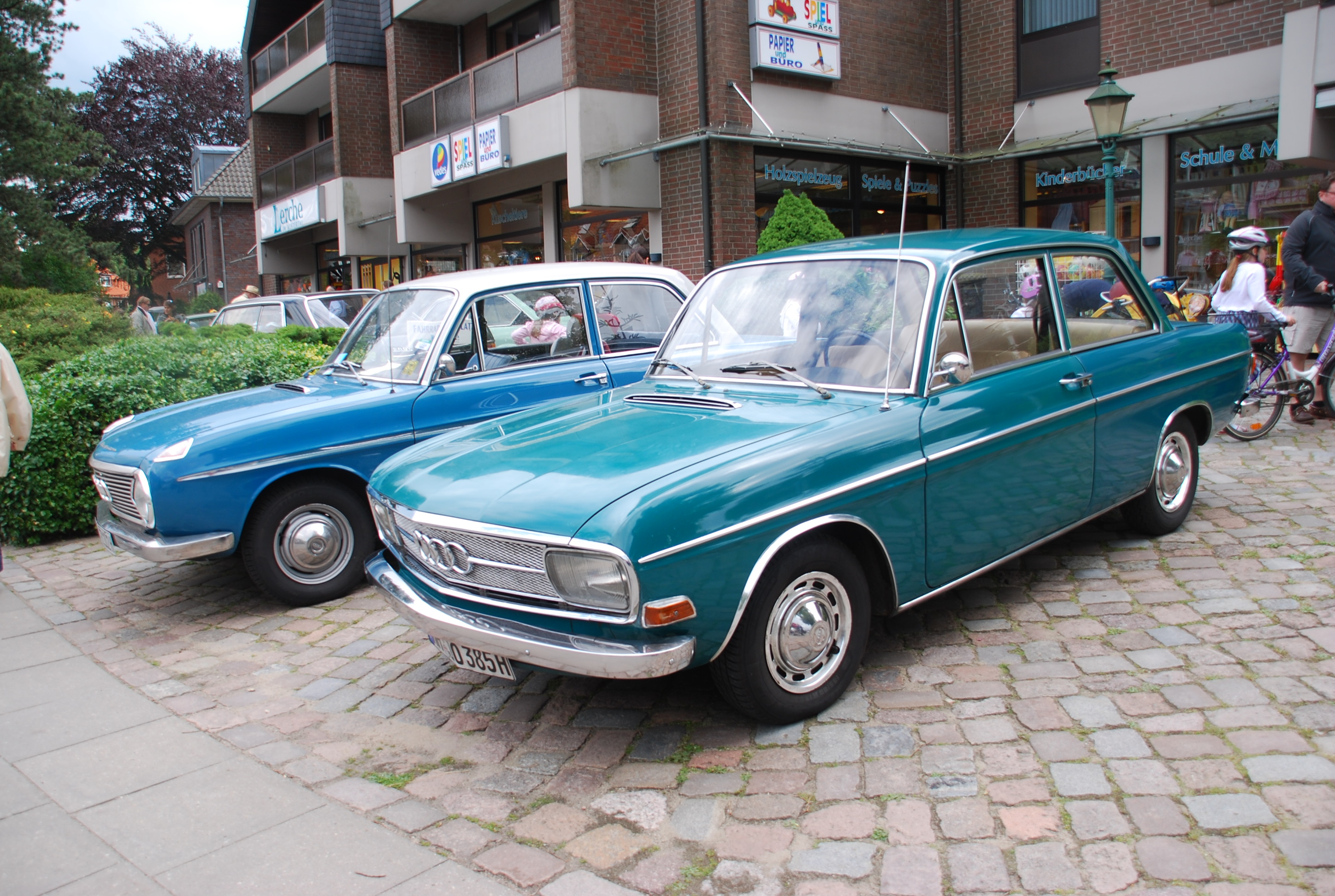
DKW F102 (links) en Audi F103 (rechts)

Modellen voor 1945:
Type P · 
4=8 (V 800/V 1000/Sonderklasse/Schwebeklasse) · 
F1 · 
F2 · 
F4 · 
F5 · 
F7 · 
F8 · 
F9 (prototype)
Modellen na 1945:
F10 · 
Meisterklasse (F89) · 
Sonderklasse (F91) · 
3=6 (F93/94) · 
Monza · 
Junior · 
F11/F12 · 
F102
Terrein- en bedrijfswagens:
Munga (F91/4) · 
DKW Schnellaster · 
DKW F 1000 L
Merknaam Auto Union:
1000 · 
1000 Sp
Afgeleide modellen:
IFA F8 · 
IFA F9 · 
Audi F103